# Punk cristiano
El Punk cristiano es una forma de música cristiana y un subgénero del punk rock con algún grado de contenido lírico cristiano. Persiste desacuerdo sobre los límites del subgénero, y en la medida en que sus letras son explícitamente cristianas varía entre las distintas bandas. Por ejemplo The Crucified rechazó explícitamente la clasificación de "punk cristiano" mientras que esta permanece dentro de la industria de la música cristiana.
Dada la naturaleza del punk y algunos de sus subgéneros, como el hardcore punk, muchas bandas han sido rechazadas por el cristiano y la industria del MCP música. Algunas bandas generalmente evitan mención específica de Dios o de Jesús, del mismo modo algunas bandas en particular podrá rechazar la etiqueta de CCM o expresar desprecio por ese nicho de la industria musical. Por ejemplo,el vocalista de Ninety Pound Wuss,Jeff Suffering ha dicho sobre la separación de la banda en 2000, "...[Nadie] quería seguir jugando en [la] industria de la música cristiana. "

## Historia

### 1980s
Los orígenes del punk cristiano durante la década de 1980 son algo oscuros. A medida que el Movimiento de Jesús dio lugar a instituciones culturales, tales como Jesus People EE.UU. (JPUSA), estos sirvió de incubadora para varias subculturas cristianas, incluyendo el punk, en parte, a través del sello JPUSA Grrr Records. Crashdog es una característica banda de punk que tenía sus raíces en JPUSA. En la década de 1980, muchas bandas se realizaron en la capilla del pastor Chuck Smith en el condado Orange de California. Un grupo particularmente popular entre los seguidores de culto fue Undercover (banda), quien proclamó que "las reglas de Dios" con una combinación de rockabilly y elementos del hardcore. Otro influyente grupo inicial fue Altar Boys. The Crucified y (en menor medida) Circle of Dust y En la medianoche fueron los principales actores de proto-Punk cristiano. Scaterd Fews también ganó popularidad durante la década de 1980 y es generalmente considerada la primera banda estadounidense de punk cristiano.

### 1990s
Durante la década de 1990, la escena underground creció con bandas como MxPx, Ghoti Hook, Squad Five-O, Valuee Pack, The Huntingtons, Slick Shoes, Dogwood, Pocket Change (banda punk), Officer Negative y Headnoise en gran medida influenciado a muchos de sus compañeros y preparó el camino para muchas bandas a seguir.

### 2000s
En el siglo 21, la evolución de punk cristiano se hizo más amplia, con bandas como Rufio, Relient K, Hawk Nelson, FM Static, Flatfoot 56, Stellar Kart y This Providence son populares entre el público mayoritario.

### Punk cristiano en Latinoamerica
Cuando hablamos de punk cristiano, no sólo sucede este movimiento en EE. UU., sino que también nace en Latinoamérica en la década del 90 y el 00. Nacen varios grupos representativos del género. En los cuales se manifiestan ideologías anárquicas, o socialistas mezcladas con cristianismo. Hay algunos grupos de punk cristiano antirreligiosos y antigobierno con canciones enfocadas a lo social como por ejemplo: Siervos inútiles, Kontrakorriente, Chapulines.  
Hay otros como: La postal de mi perro, Güesos carnudos o Dios Kon Noxotrox.

## Moda

La moda es similar a la normal moda de punk, pero se caracterizan por el uso de símbolos cristianos, como el Ichtus, la cruz, la corona de espinas, el símbolo JCHC y símbolos similares como el Chi Rho. Este símbolo es también utilizado por los punks cristianos, La banda Dios Kon Noxotrox en Latinoamerica, lo utiliza como logotipo principal de manera simbólica en memoria de todos los cristianos asesinados y perseguidos por Roma.
En Europa, el símbolo más utilizado es una versión modificada del símbolo de anarquía. Es un símbolo popular entre los  anarco-cristiano. Bandas como The PsalteRs lo utilizan. formado por los caracteres griegos "A" y "Ω". Estas dos letras griegas, "alfa" y "Omega" (el principio y el final del alfabeto griego), se toman de La Biblia y cuando se utiliza así como en el arte cristiano simbolizan que Dios es eterno, omnipresente, y el dador y el tomador de la vida. El símbolo es un juego visual en el anarquía símbolo, pero con un significado diferente en cuanto a intención.

## Religión
La aceptación de punk cristiano es a veces cuestionada tanto entre los miembros de la subcultura punk, como en algunas iglesias cristianas. Hay fuertes elementos en contra del autoritarismo en ambos, como un desafío a la aceptación acrítica de las normas sociales en la iglesia y el mundo. El demo de One Bad Pig A Christian Banned, señaló a su nombre de la lucha de la banda para ganar la aceptación en los círculos cristianos debido a su sonido punk y la imagen. ((Realidad | Fecha de octubre 2008 =)) Un ejemplo de esto se ve en el concepto de "Anticonformismo", que se puede ver en la música punk cristiana, incluyendo la canción "Anticonformity" de Krystal Meyers. Dentro de esta perspectiva, vista de los cristianos el Anticonformismo es diferente de la visión punk.La razón del cristiano para Anticonformity o Anticonformismo se encuentra en la Biblia Epístola a los Romanos: "No os acostumbréis a este mundo, sino ser transformados."La Cultura popular también es comentada y/o satirizada por bandas de punk cristiano. Una de las canciones más populares de Relient K de su álbum debut homónimo,es "My Girlfriend",en la que figura la frase: "Marilyn Manson se comió mi novia. "Calibretto 13 escribió canciones críticas de MTV, como "Why Can't I Be en MTV? y la conformidad, como en "Ships In The USA". The Deadlines, del mismo modo, parodiado película de terror temas en su álbumTh Dead and Live Of....
Los detractores, sin embargo, ven el punk como antirreligioso. La adhesión a la práctica del cristianismo (o de ninguna religión, creada o no) es, por definición, la conformidad con las normas establecidas por alguien que no sea el individuo por sí mismo. Mientras que los seguidores del punk rock estímulan para que la gente piense por sí mismos. Si ser cristiano es la opción del individuo, sin importar lo que otros, incluidos los punks,piensen sobre eso.
Algunos cristianos también Punks no están de acuerdo con o son muy críticos con la religión organizada. Dicen que el verdadero cristianismo no es sólo una religión, porque no se supone que es acerca de los rituales y las normas; atacar a estas nociones de teología es un tema común en las canciones de punk cristiano, especialmente con mayores bandas de punk cristiano, como Ninety Pound wuss, Scaterd Fews y One Bad Pig. Creen que el verdadero cristianismo es una relación con Jesucristo, no necesariamente una religión. Muchos punks están en contra de la religión cristiana como otros punks, sin embargo, están muy a favor de una relación personal con Jesucristo, separada de las normas y la tradición. Esta idea dio origen al punk cristiano término "JCHC", que significa "Jesus Christ Hard Core", que toma su nombre de una canción homoníma de Officer Negative.

## Política
Aunque el punk rock tiene fuertes vínculos con el anarquismo y el marxismo,los punks cristianos no son una subcultura del marxismo o una forma de anarquía o comunismo, en cambio, es una subcultura con cristianos y afiliaciones Punk. Esta creencia se llevó a cabo a menudo por los extremos conservadores durante los años 1970 y 1980, sin embargo, esto fue usado principalmente por el choque entre el Movimiento de King-James-Only y la Movimiento de Jesús. Evangelistas como Jimmy Swaggart, asociaron al Movimiento de Jesús y el Rock Cristiano, en general, como anticristiana.
La gran mayoría de bandas de punk cristiano no abogan por la anarquía o el comunismo; negativa oficial de su logotipo es una parodia de la simbología Círculo-A comúnmente asociado con el anarquismo. Muchas bandas de punk cristiano, especialmente las bandas de pop punk, tales como Relient K, FM Static y MxPx, tienen muy pocas canciones sobre temas políticos, otros grupos más notablemente mayores, contienen muchas letras de canciones política en muchas de sus canciones.Bandas políticas de punk cristiano provienen de una variedad de áreas en el espectro político.The Psalters, que abiertamente abogan por las ideas de Karl Marx (más exactamente, Teología de la Liberación) y el Anarquísmo Cristiano de León Tolstoi, son anarquistas cristianos que creen Dios es la única autoridad verdadera. Algunas bandas cristianas de punk politizado también son socialistas. Crashdog operaba una sección de su página web dedicada a temas políticos y los candidatos que apoyaban, como el ex Estados Unidos Green Party El candidato presidencial Ralph Nader y diversas causas de derechos humanos. posiciones políticas Crashdog disolvió a finales de 1990 para iniciar Ballydowse, una banda de carácter más político y con fuertes posiciones sobre cuestiones de derechos humanos.
Otras bandas de punk cristiano adoptan posturas más conservadoras.La canción de Calibretto 13 "America", de su álbum "Adventures in Tokio, expresó descontento de la banda con la declinación moral de Estados Unidos.Bandas de punk cristiano son también a menudo contra la vocal del aborto en sus canciones. Rock For Life clasifica bandas en la promoción a favor o en contra del aborto, ya que incluyen muchas bandas de punk cristiano, como Dogwood, Flatfoot 56, Relient K, y One-21, en su lista de grupos pro-vida o pro-life.